# Leonard Kipkemoi Bett
Leonard Kipkemoi Bett (* 3. November 2000) ist ein kenianischer Leichtathlet, der hauptsächlich über 3000 Meter Hindernis an den Start geht.

## Sportliche Laufbahn
Leonard Kipkemoi Bett qualifizierte sich 2017 im Alter von 16 Jahren für die U18-Weltmeisterschaften in seiner kenianischen Heimat, bei denen er über 2000 Meter Hindernis an den Start ging. Im Finale lieferte er sich mit seinem Landsmann Cleophas Meyan ein Kopf-an-Kopf-Rennen, konnte den Zielsprint für sich entscheiden und damit, in 5:32,52 min, die Goldmedaille gewinnen. Die beiden kenianischen Athleten setzten damit die erfolgreiche Siegesserie ihres Landes in dieser Disziplin fort. Bett teilte im Siegerinterview mit, dass er hofft, dass der Hindernislauf noch lange Disziplin der Leichtathletik bei internationalen Meisterschaften sein wird. Ab 2018 trat er in der nächsthöheren Altersklasse U20 und damit über die finale Distanz von 3000 Metern im Hindernislauf an. Während er über die flachen 3000 Meter die Qualifikation für die U20-Weltmeisterschaften im finnischen Tampere verpasste, konnte er im Hindernislauf an den Start gehen. Im Finale gewann er mit einer Zeit von 8:25,39 min die Silbermedaille.
Im März 2019 trat Bett im U20-Rennen im Rahmen der Crosslauf-Weltmeisterschaften in Aarhus an. Mit einer Zeit von 24:02 min kam er als Vierter ins Ziel. Im April nahm er an den U20-Afrikameisterschaften im ivorischen Abidjan teil. Dabei gewann er in seiner Paradedisziplin die Goldmedaille. Im Mai stellte er beim Diamond-League-Meeting in Doha eine neue Bestzeit von 8:08,61 min auf. Am selben Ort nahm er anschließend im Oktober an den Weltmeisterschaften, und damit seinen ersten internationalen Meisterschaften bei den Erwachsenen, teil. Als Dritter seines Vorlaufs zog er in das Finale ein, in dem er drei Tage später in 8:10,64 min den neunten Platz belegte.
2021 siegte Bett im Juni mit einer Zeit von 8:17,26 min bei den Kenianischen Ausscheidungswettkämpfen und sicherte sich damit einen Startplatz im Hindernislauf bei den Olympischen Sommerspielen in Tokio. Dort ging er Ende Juli, zusammen mit seinen zwei Landsleuten im Vorlauf an den Start. Während sie das Finale erreichten und Benjamin Kigen die Bronzemedaille gewann, verpasste Bett mit 8:19,62 min und Platz 5 in seinem Lauf den Einzug in das Finale. 2022 nahm er in den USA, obwohl er bei den nationalen Ausscheidungswettkämpfen lediglich den fünften Platz belegte, an seinen zweiten Weltmeisterschaften teil. Er konnte zwar erneut in das Finale einziehen, belegte darin allerdings den letzten der 15 Finalplätze. 2023 trat er auch bei den Weltmeisterschaften in Budapest an. Dort verpasste er im Finale in 8:12,26 min als Vierter knapp die Bronzemedaille.

## Wichtige Wettbewerbe
| Jahr              | Veranstaltung                 | Ort               | Platz             | Disziplin         | Zeit              |
| Startet für Kenia | Startet für Kenia             | Startet für Kenia | Startet für Kenia | Startet für Kenia | Startet für Kenia |
| ----------------- | ----------------------------- | ----------------- | ----------------- | ----------------- | ----------------- |
| 2017              | U18-Weltmeisterschaften       | Nairobi           | 1.                | 2000 m Hindernis  | 5:32,52 min       |
| 2018              | U20-Weltmeisterschaften       | Tampere           | 2.                | 3000 m Hindernis  | 8:25,39 min       |
| 2019              | Crosslauf-Weltmeisterschaften | Aarhus            | 4.                | U20-Rennen        | 24:02 min         |
| 2019              | U20-Afrikameisterschaften     | Abidjan           | 1.                | 3000 m Hindernis  | 8:25,60 min       |
| 2019              | Weltmeisterschaften           | Doha              | 9.                | 3000 m Hindernis  | 8:10,64 min       |
| 2021              | Olympische Sommerspiele       | Tokio             | 19.               | 3000 m Hindernis  | 8:19,62 min       |
| 2022              | Weltmeisterschaften           | Eugene            | 15.               | 3000 m Hindernis  | 8:38,74 min       |
| 2023              | Weltmeisterschaften           | Budapest          | 4.                | 3000 m Hindernis  | 8:12,26 min       |

## Sonstiges
Bett ist verheiratet.

## Persönliche Bestleistungen
Freiluft
- 3000 m: 7:47,59 min, 19. Mai 2018, Cambridge
- 3000 Meter Hindernis: 8:06,33 min, 8. September 2024, Zagreb